# Дарница (электродепо)
Электродепо́ «Да́рница» (укр. Да́рниця) (ТЧ-1) — электродепо Киевского метрополитена. Обслуживает Святошинско-Броварскую линию. Начальник — Ищук Николай Павлович.
Депо имеет соединительную ветку на перегоне между ж/д станциями Киев-Днепровский и Дарница для передачи вагонов метрополитена, перевозимых по железной дороге.

## История
В первые годы существования метро поезда отстаивались прямо в тоннелях. Вагоны обслуживались во временном депо «Днепр», расположенном на Набережном шоссе поблизости от станции «Днепр». Вагоны с линии в депо перемещались с помощью специального подъёмника, находившегося под эстакадой станции «Днепр». Депо «Дарница» было открыто одновременно с продлением линии на левый берег Днепра. Обслуживало Куренёвско-Красноармейскую линию в период с 1976 по 1988 год, пока не было открыто электродепо «Оболонь».

### Обслуживаемые линии
| # | Линия                        | Период                 |
| - | ---------------------------- | ---------------------- |
| 1 | Святошинско-Броварская линия | 1965 — настоящее время |
| 2 | Оболонско-Теремковская линия | 1976—1988              |

## Подвижной состав

### Пассажирский подвижной состав
| Тип вагонов      | Период                     | Вагонов в составе | Состояние               |
| ---------------- | -------------------------- | ----------------- | ----------------------- |
| Д                | 1960—1969                  | 8                 | списаны                 |
| Е                | ноябрь 1965—26 июля 2015   | 8                 | списаны                 |
| Еж               | с 1970 (как промежуточные) | 8                 | регулярная эксплуатация |
| Ема-502, Ем-501  | с 1972                     | 8                 | регулярная эксплуатация |
| Еж3/Ем-508Т      | 1974—1979                  | 8                 | списаны                 |
| 81-717/714       | 1980—март 1988             | 8                 | списаны                 |
| 81-717.5/714.5   | с 2003                     | 8                 | регулярная эксплуатация |
| 81-717.5М/714.5М | с 2005                     | 8                 | регулярная эксплуатация |
| 81-540.2К/541.2К | 2011—2014                  | 8                 | временная обкатка       |
| 81-572/573       | с...                       | 8                 | регулярная эксплуатация |

В числе специального подвижного состава имеются:
- Контактно-аккумуляторный электровоз на базе вагона типа Д
- Вагон-путеизмеритель на базе вагона типа Д
- Грузовой вагон на базе вагона типа Е

В депо также находится вагон-музей (тип Д), бывший в составе пробного поезда 22 октября 1960 года (в 2014 передан на хранение в электродепо «Харьковское»).